# Nicolas Guillen

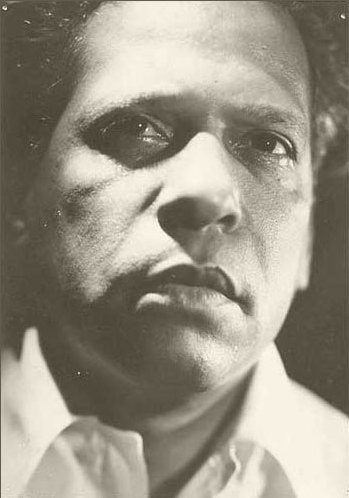
Nicolas Guillen

Nicolas Guillen (1902-1989) là nhà thơ lớn của Cuba và Mỹ Latin, người tham gia hoạt động giải phóng dân tộc và trở thành đảng viên Đảng Cộng sản Cuba từ năm 1937.

## Tác phẩm
- Những motip từ giấc mơ (1930)
- Công ty Đông Ấn (1934)
- Con thuyền giấy trên vịnh Caribê (1978)

Thơ của Nicolas Guillen đã được nhà thơ Xuân Diệu dịch sang tiếng Việt, Nhà xuất bản Văn học ấn hành năm 1981 và Nhà xuất bản Thanh Niên tái bản năm 2004 với lời giới thiệu và tuyển chọn của nhà thơ Trần Nhuận Minh.